# Anatol Sys
Anatol Tsikhanavitch Sys (en biélorusse : Анатоль Ціханавіч Сыс ; 26 octobre 1959 - 4 mai 2005) est un poète biélorusse né dans une famille de paysans du village de Harochkaw, dans la région de Homiel.

## Biographie
En 1982, il termine ses études de littérature et langues biélorusse et russe à la faculté historico-philologique de l'université de Homiel. Il a accompli son service militaire (1982-1984) dans l'armée soviétique, puis travaillé en tant que journaliste au journal La Victoire d'octobre (Перамога Кастрычніка).
Ses œuvres poétiques sont publiées pour la première fois dès l'année 1947 dans le journal Le Dnieprien (Дняпровец). Il est l'auteur du recueil de poèmes Foyer (Агмень, 1988) et Monsieur Bois (Пан Лес, 1989).

## Liens
kamunikat.org